# Joensuu Wolves 2010
Questa voce raccoglie le informazioni riguardanti gli Joensuu Wolves nelle competizioni ufficiali della stagione 2010.

## Maschile

### II-divisioona 2010

#### Stagione regolare
| Joensuu 5 giugno 2010, ore 13:00 2ª giornata | Joensuu Wolves | 12 – 34 | Nokia Ghosthunters | Utran tekonurmi |

| Kuopio 12 giugno 2010, ore 17:00 3ª giornata | Kuopio Steelers | 43 – 0 | Joensuu Wolves | Väinölänniemen stadion |

| Joensuu 24 luglio 2010, ore 13:00 5ª giornata | Joensuu Wolves | 48 – 0 | Tampere Angels | Utran tekonurmi |

| Lahti 31 luglio 2010, ore 12:00 6ª giornata | Lahti Jets | 0 – 70 | Joensuu Wolves | Lahden kisapuisto |

| Joensuu 7 agosto 2010, ore 13:00 7ª giornata | Joensuu Wolves | 26 – 18 | Jyväskylä Pirates | Utran tekonurmi |

#### Playoff
| Lieto 15 agosto 2010, ore 14:00 Wild Card | Lieto Oakmen | 52 – 6 | Joensuu Wolves | Liedon urheilukenttä |

### Statistiche di squadra
| Competizione      | %Vittorie | In casa | In casa | In casa | In casa | In casa | In casa | In trasferta | In trasferta | In trasferta | In trasferta | In trasferta | In trasferta | Totale | Totale | Totale | Totale | Totale | Totale |
| Competizione      | %Vittorie | G       | V       | N       | P       | Pf      | Ps      | G            | V            | N            | P            | Pf           | Ps           | G      | V      | N      | P      | Pf     | Ps     |
| ----------------- | --------- | ------- | ------- | ------- | ------- | ------- | ------- | ------------ | ------------ | ------------ | ------------ | ------------ | ------------ | ------ | ------ | ------ | ------ | ------ | ------ |
| Stagione regolare | .600      | 3       | 2       | 0       | 1       | 86      | 52      | 2            | 1            | 0            | 1            | 70           | 43           | 5      | 3      | 0      | 2      | 156    | 95     |
| Playoff           | .000      | 0       | 0       | 0       | 0       | 0       | 0       | 1            | 0            | 0            | 1            | 6            | 52           | 1      | 0      | 0      | 1      | 6      | 52     |
| Totale            | .500      | 3       | 2       | 0       | 1       | 86      | 52      | 3            | 1            | 0            | 2            | 76           | 95           | 6      | 3      | 0      | 3      | 162    | 147    |

## Femminile

### Naisten Vaahteraliiga 2010

#### Stagione regolare
| Helsinki 15 maggio 2010, ore 13:00 1ª giornata | Helsinki Roosters | 140 – 0 | Joensuu Wolves | Velodromo di Helsinki |

| Helsinki 22 maggio 2010, ore 14:00 2ª giornata | Helsinki Lady Demons | 100 – 0 | Joensuu Wolves | Velodromo di Helsinki |

| Joensuu 30 maggio 2010, ore 13:00 3ª giornata | Joensuu Wolves | 12 – 38 | Nokia Ghosthunters | Utran tekonurmi |

| Joensuu 6 giugno 2010, ore 13:00 4ª giornata | Joensuu Wolves | 0 – 72 | Oulu Northern Lights | Utran tekonurmi |

| Jyväskylä 10 luglio 2010, ore 14:30 Recupero 5ª giornata | Jyväskylä Jaguars | 82 – 0 | Joensuu Wolves | Palokan urheilukeskus |

### Statistiche di squadra
| Competizione      | %Vittorie | In casa | In casa | In casa | In casa | In casa | In casa | In trasferta | In trasferta | In trasferta | In trasferta | In trasferta | In trasferta | Totale | Totale | Totale | Totale | Totale | Totale |
| Competizione      | %Vittorie | G       | V       | N       | P       | Pf      | Ps      | G            | V            | N            | P            | Pf           | Ps           | G      | V      | N      | P      | Pf     | Ps     |
| ----------------- | --------- | ------- | ------- | ------- | ------- | ------- | ------- | ------------ | ------------ | ------------ | ------------ | ------------ | ------------ | ------ | ------ | ------ | ------ | ------ | ------ |
| Stagione regolare | .000      | 2       | 0       | 0       | 2       | 12      | 110     | 3            | 0            | 0            | 3            | 0            | 322          | 5      | 0      | 0      | 5      | 12     | 432    |
| Totale            | .000      | 2       | 0       | 0       | 2       | 12      | 110     | 3            | 0            | 0            | 3            | 0            | 322          | 5      | 0      | 0      | 5      | 12     | 432    |